# Florian Keller (hockey sur glace, 1976)
Pour les articles homonymes, voir Florian Keller.
Florian Keller (né le 30 janvier 1976 à Grafing) est un joueur professionnel allemand de hockey sur glace.

## Carrière
Il commence sa carrière au sein de l'équipe junior des Starbulls Rosenheim puis intègre l'élite au moment du professionnalisation du championnat en 1994. En 1996, il rejoint les Adler Mannheim et devient champion à la fin de la saison. Cependant il part pour le Augsburger Panther.
Entre 1998 et 2002, il joue pour l'EC Bad Tölz en 2. Bundesliga. Au cours de la saison 2002-2003, il retrouve l'élite au sein des Eisbären Berlin. En 2005, il est de nouveau champion d'Allemagne. Toutefois il signe pour la saison suivante pour l'ERC Ingolstadt. En 2007, il signe pour les Ice Tigers de Nuremberg et met fin à sa carrière en 2010.
En sélection nationale, Florian Keller participe à des compétitions juniors. Avec l'équipe élite, il est présente lors de la Coupe du monde de hockey sur glace 1996 et du Championnat du monde de hockey sur glace 1998.
Depuis 2012, il est commentateur sportif pour ServusTV.